# Chantal Chawaf
Chantal Chawaf (París, 15 de novembre del 1943) és una assagista, escriptora, dramaturga i feminista francesa.

## Biografia
Chawaf nasqué a París durant la Segona Guerra Mundial. Va estudiar art i literatura en l'École du Louvre, i després es va casar i visqué set anys a Damasc, on va tenir dos fills. També viatjà i va viure alguns anys a Europa i a Amèrica del Nord.
El 1974, publica el seu primer llibre en les Editions des Femmes, creada per activistes del Moviment d'Alliberament de les Dones (FML), al voltant de la feminista francesa Antoinette Fouque: Retable, la rêverie, en què critica l'"escriptura femenina" que van desenvolupar Hélène Cixous, Catherine Clément, Julia Kristeva i Luce Irigaray. Altres textos clau de Chawaf són:
- Cercoeur (1975)
- Maternité (1979)

En la seua obra, Chawaf explora la relació mare-filla i intenta adonar-se del potencial dels mots per a alliberar l'inconscient femení, "desintel·lectualitzar" el cos i donar veu a l'experiència interior.
L'obra de la darrera dècada de Chantal Chawaf sobre el naixement i la vida condueix a una crítica de la societat contemporània (Melusine des détritus).
Ha viatjat sovint als Estats Units, on la seua obra ha estat traduïda i estudiada.
També va publicar en una editorial de París, del 2000 al 2010.

## Escrits de no-ficció
- Le corps et le verbe, la langue en sens inverse (assaig), 1992, Presses de la Renaissance
- L'Erotique des mots, amb Régine Deforges, 2004, Editions du Rocher
- L'identité inachevée, amb Adonis, 2004, Editions du Rocher

## Texts traduïts
- Redemption, va traduir Monique F. Nagem, 1992, Dalkey Arxive Press
- Mother Love, Mother Earth, va traduir M. F. Nagem, 1993, 111 p. Garland Publishing ISBN 0824043995, ISBN 9780824043995
- Warmth: a bloodsong in "Plays by French and Francophone Women"; va traduir C.P. Makward i J.G. Miller, 1994, University of Michigan Press: 233-246
- Fées de Toujours, amb Jinane Chawaf; va traduir a l'àrab Sami Esber, 2000, Ministère de Culture de Syrie, Damasc